# むらかみてるあき
むらかみ てるあきは日本のアニメーター、キャラクターデザイナー、アニメーション監督。主にアダルトアニメを手掛ける。旧名義は村上 輝明、村上 てるあき。

## 主な作品

### 監督作品
- めい・king ※2～3は別監督[1]
  - エピソード1 そなたも今日から花婿候補じゃ！
  - エピソード4 お館様の為なら、この命散らします
- 聖贄(いけにえ) なぜ自らの欲望を封印するの？
- エンドレスセレナーデ この想い、あなたに届け…
- となりのお姉さん ※後編は別監督[2]
  - 前編 幼い頃守ってくれた憧れのお姉さんを探せ！
- 懲らしめ ※後編は別監督[3]
  - 前編 小生意気な女子学生どもには、懲らしめが必要だ！
- 新体操(仮) THE ANIMATION〜妖精達の輪舞曲〜
  - Lesson 1 淫世界のストレッチング
  - Lesson 2 レオタードの花園
  - Lesson 3 ヴァージン輪舞曲
  - Lesson 4 狂艶乱舞のラストステージ
- 制服処女 THE ANIMATION 
  - collection.1
  - collection.2

- 黒愛 〜一夜妻館・淫口乱乳録〜
  - 第1巻「ザードル奴隷処女 孕ませの宴」
  - 第2巻「異常性欲人妻 射精地獄の宴」
- 夜勤病棟ヒロインシリーズ
  - アニメ 七瀬恋
  - アニメ 風間愛
  - アニメ 八神優
- 対魔忍アサギ
  - Vol.01 逆襲の朧
  - Vol.02 姦獄のアリーナ
  - Vol.03 姉妹、相打つ！
  - Vol.04 闇に舞うくノ一
- 監獄戦艦
  - Vol.01 洗脳の序曲
  - Vol.02 洗脳改造
  - Vol.03 破壊完了
  - Vol.04 地獄END
- 妹ぱらだいす!
  - 妹ぱらだいす! 1 ～お兄ちゃん、わたしとしようよっ～
  - 妹ぱらだいす! 2 ～お兄ちゃん、もっとしようよっ～
- ぜったい遵守☆強制子作り許可証!!
  - 1枚目 ～みんなに中出し～
  - 2枚目 ～ぜったい中出し～
- 特別授業3SLG
  - 特別授業3SLG THE ANIMATION
  - 特別授業3SLG THE ANIMATION EXTEND
- ケダモノ(家族)たちの住む家で
  - ～源蔵編～ 大嫌いな最低家族と彼女との寝取られ同居生活
  - ～勝編～ 大嫌いな最低家族と彼女との寝取られ同居生活
- 魔将の贄3
  - 前編 ～白濁の海に沈む淫辱の隷姫～
  - 後編 ～白濁の海に沈む印褥の隷姫～
- 龍堂寺士門の淫謀
  - 前編 性奴隷調教
  - 後編 女子喰えば、喜悦なるなり龍堂寺！
- 虜ノ雫 ～夏の豪華客船で穢される処女たち～
  - 前編
  - 後編
- 装煌聖姫イースフィア ～淫虐の洗脳改造～
  - 前編
  - 後編

- 聖奴隷学園2
  - ～前編～ 剥奪された権力
  - ～後編～ 剥奪された権力
- Nightmare×Deathscythe
  - ー前編ー叛逆のレゾナンス
  - ー後編ー叛逆のレゾナンス
- 神聖昂燐ダクリュオン・ルナ

### その他
- KOJI 快楽殺人調査官(1話 作画監督協力)
- 脅迫〜終わらない明日〜(キャラクターデザイン・1～3話 総作画監督)
- 淫夢2 ～彷徨の肉奴隷～（キャラクターデザイン・2話 絵コンテ・演出・作画監督）
- 脅迫Ⅱ～もうひとつの明日～(キャラクターデザイン・総作画監督)
- アイルMANIAX ～淫魔制服狩り＆魔女狩りの夜に～(魔女狩りの夜に・キャラクターデザイン)
- エルフェンリート(TVアニメ・11話 13話 原画)
- せんせいのお時間 ご～るど(5話 原画)
- 継母【ままはは】(キャラクターデザイン)
- 学園2(1話 原画)

## 作風
同氏の代名詞と言える「高速ピストン」は、アダルトアニメにおける「腰の振り」に用いられる。
1秒間に数回往復する激しさで、完成映像には多数の残像が残る程、撮影技術の限界を追及している。その為、目の錯覚特性や撮影環境等を熟知していないと、高い完成度は維持出来ない難しさがあり、同様の手法を多用するのは、制服処女や学園2で協業したきむら剛等、少数に留まっている。
加えて、リアリティーを高める為の演出として、カメラワーク(撮影＆編集)で手振れ＆ピンぼけを再現したり、陰毛や排泄物を丁寧に描写する事も多い。
また、クライマックスシーンにおいては、過激さを誇張する手法として、赤色を基調とした背景をフラッシュ状に明滅させる事があり、光過敏性発作懸念も生じるが、成人向け作品が殆どと言う事もあってか、ポケモンショック以降も多用されている。

## 評価
作風の一つである「高速ピストン」について、おたぽるの穴リスト猫は3DCGアダルトゲームや強姦物のAVのようだと評価している。